# Lazurne

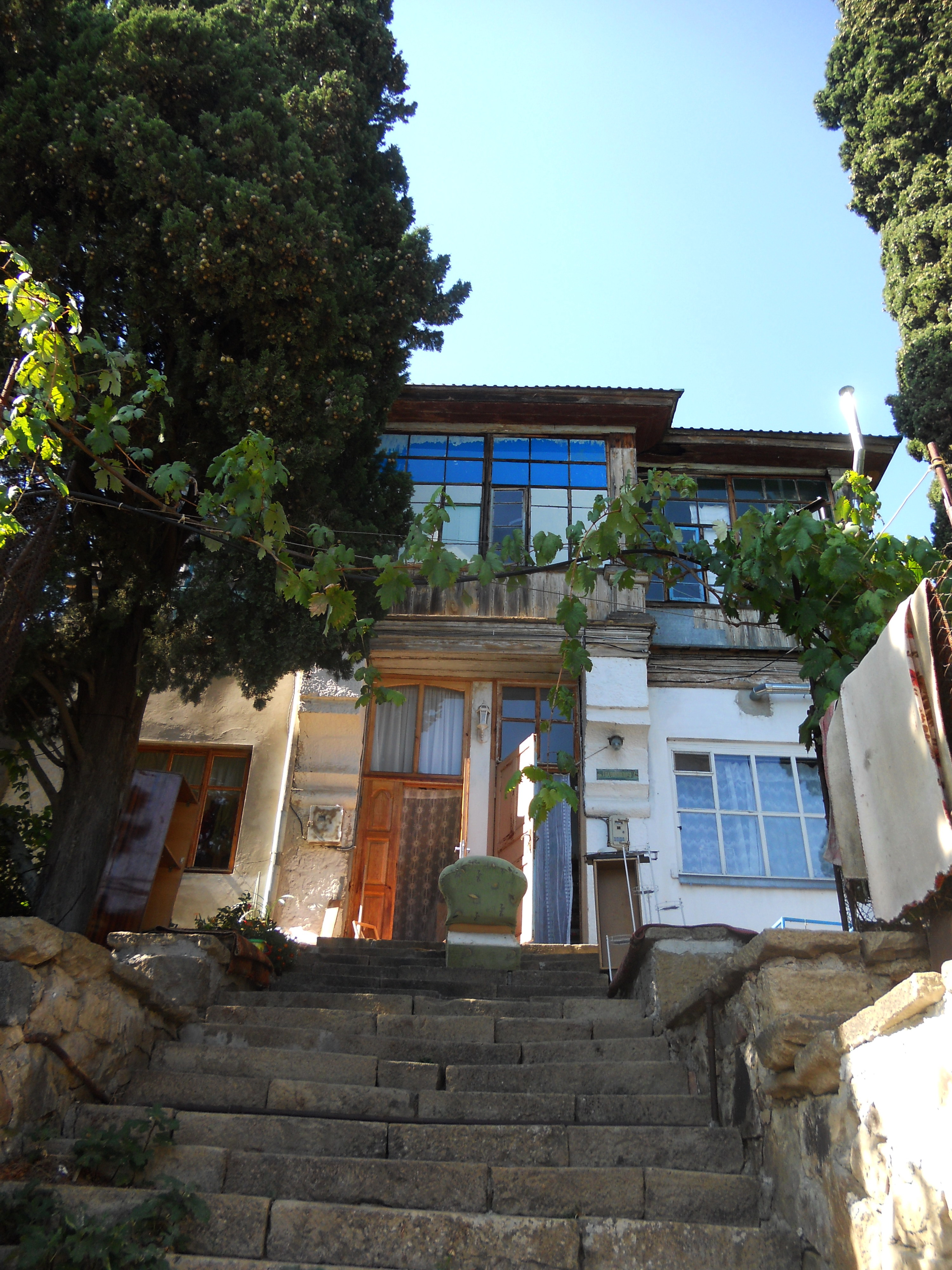
Imatge parcial de la població.

Lazurne (en (ucraïnès): Лазурне, en rus: Лазурное, Lazúrnoie) és un poble de la República Autònoma de Crimea a Ucraïna, que el 2014 tenia 148 habitants. Pertany al districte rural d'Aluixta.